# Ulrich Kuhlmann
Ulrich Kuhlmann (* 1940 in Hannover) ist ein deutscher Schauspieler.

## Leben
Kuhlmann absolvierte nach der Schule die Staatliche Hochschule für Musik und Theater in Hannover. Er debütierte 1962 an den Wuppertaler Bühnen. Von 1964 bis 1967 spielte er am Nationaltheater Mannheim, von 1967 bis 1969 am Schauspielhaus Zürich, von 1969 bis 1972 am Württembergischen Staatstheater Stuttgart, von 1972 bis 1977 wieder am Schauspielhaus Zürich und von 1977 bis 1980 am Thalia Theater Hamburg.
Mit Boy Gobert kam er 1980 an die Staatlichen Schauspielbühnen Berlin, bei denen er unter Regisseuren wie Willi Schmidt und Peter Zadek am Schillertheater agierte. 1985 ging er an das Theater der Freien Volksbühne, wo er im Wesentlichen unter der Regie von Intendant Hans Neuenfels arbeitete. Von 1992 bis 2003 wirkte er in Basel und Bonn. Am Renaissance-Theater Berlin war er 2004 in der deutschsprachigen Erstaufführung von Michael Frayns Demokratie unter der Regie von Felix Prader zu sehen.

## Filmografie
- 1963: Die Treppe (Kurz-Spielfilm)
- 1967: Die Bettleroper (Fernsehfilm)
- 1971: Eduard IV. – Der Krieg der Rosen, 2. Teil (Fernsehfilm)
- 1972: Pater Brown: Der richterliche Spiegel
- 1975: Stumme Zeugen (Fernsehfilm)
- 1977: San Gottardo
- 1981: Das Käthchen von Heilbronn oder: Die Feuerprobe (Fernsehfilm)
- 1990: Das blinde Ohr der Oper
- 1991: Wer hat Angst vor Rot, Gelb, Blau?
- 1992: Alles Lüge
- 1995: A.S.: Ich bin unschuldig
- 1998: Ein Mord für Quandt: Ein braver Hund
- 2000: Tatort: Trittbrettfahrer
- 2000: SK Kölsch: Der Schatz des Samurai
- 2009: Lasko – Die Faust Gottes: Flug 691
- 2009: Bella Block: Vorsehung
- 2020: Marlene

## Sprecher bei Hörspielen
- 1964: Die Dame mit dem schwarzen Dackel. (4 Teile). Regie: Fritz Peter Vary. WDR
- 1964: Gordon Grantley (6. Teil: Scheidungsgrund). Regie: Hermann Pfeiffer. WDR
- 1977: Bürger Ubu. Regie: Paul Pörtner. NDR
- 1978: Hebbel. (2 Teile). Regie: Hans Rosenhauer. NDR/HR
- 1979: Die Erinnerungen von Ludolf Ursleu dem Jüngeren. (2 Teile). Regie: Hans Rosenhauer. NDR
- 1979: Traum – Mörder. (aus der Reihe: Aus der Hörspielwerkstatt). Regie: Ulrich Heising. NDR
- 1980: Die Stunde des Huflattichs. Urfassung. Regie: Hans Rosenhauer. NDR
- 1980: Die fünf Versuchungen. Regie: Heinz Hostnig und Eberhard Schoener. NDR/HR
- 1982: Im Innern der Wünsche. Regie: Hans Rosenhauer. SFB/NDR
- 1983: Lena oder: Wir brauchen kein Tränengas. Wir haben genug Grund zum Heulen. Regie: Gottfried von Einem. SFB
- 1984: Hoffnung, dieser fade Hering. Regie: Heinz Hostnig. NDR/SFB/SWF
- 1985: Kein Dunkel hat seinesgleichen. Regie: Heinz Hostnig. SFB/NDR
- 1986: Am Vorabend. Regie: Willi Schmidt. RIAS/Schweizer Radio DRS
- 1986: Das Luftmeeting zu Brescia. Regie: Ulrich Gerhardt. RIAS/Schweizer Radio DRS
- 1994: Abkehr mit Martinshorn. Regie: Klaus-Dieter Pittrich. WDR
- 2000: Der grüne Leguan. Regie: Hein Bruehl. WDR
- 2000: Wolfsmond. Regie: Hein Bruehl. WDR